# Ube-Linie

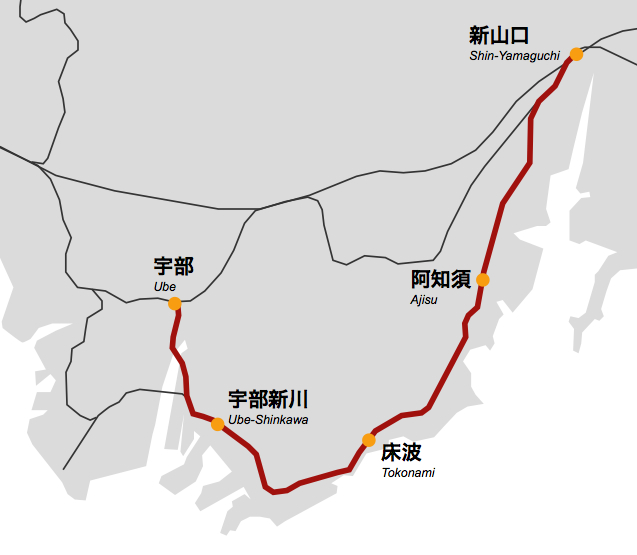
Verlauf der Ube-Linie.

Die Ube-Linie (宇部線 Ube-sen) ist eine von JR West betriebene Bahnstrecke in Kapspur, die ihren Namen vom Endbahnhof, der Stadt Ube in der Präfektur Yamaguchi im äußersten Westen der japanischen Insel Honshū hat.

## Strecke

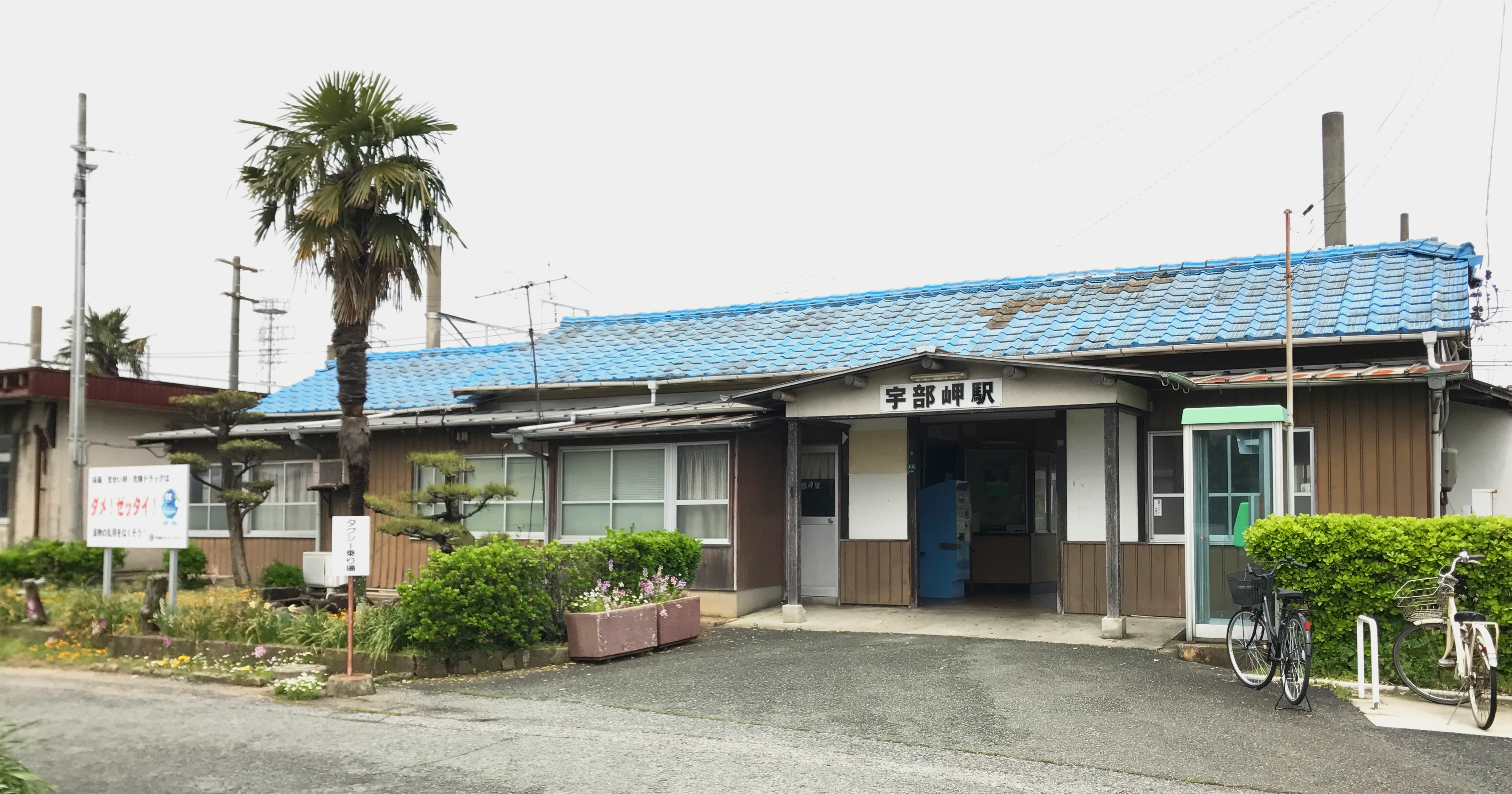
Gebäude des Haltepunkts Ubemisaki (2017).

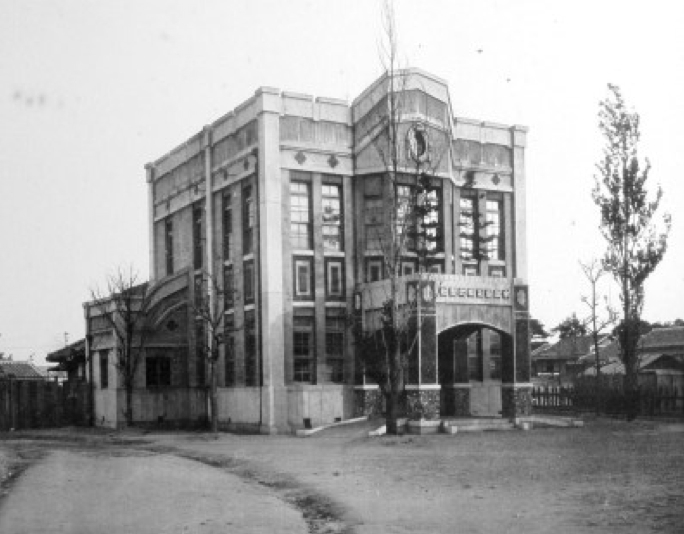
Verwaltungsgebäude der Ube-Bahn 1926.

Die Strecke führt in einem Bogen von der Südküste in Shin-Yamaguchi (bis 2003 genannt: Ogōri 小郡駅) über 33,2 km nach Ube. Es gibt 2020 insgesamt 18 Haltepunkte. Das moderne Gleisbett ist auf Höchstgeschwindigkeiten von 85 km/h ausgelegt.
Die erste Teilstrecke eröffnete auf knapp sechs Kilometern zwischen Ube und Ube-Shinkawa. Eigentümer war die Firma Ube Keiben (宇部興産), die ab 1921 Ubetestsdō K.K. (宇部鉄道 k.k.) hieß. Die Verlängerung bis Tokonami war 1923 fertig, zwei Jahre später dann bis Ogōri. Der Bahnhof Ogōri (小郡駅) heißt seit der Gemeindereform 2003 Shin-Yamaguchi. Er war ursprünglich von einer Privatfirma gebaut worden und wurde 1906 in die JNR verstaatlicht.
Die Ube-Linie folgt der Küstenlinie in einem Halbkreis. Eine Elektrifizierung mit 1500 V Gleichstrom erfolgte 1926–1929. Der Haltepunkt Kotoshiba (琴芝駅) eröffnete 1929.
Eine drei Kilometer lange elektrifizierte Nebenstrecke wurde seit 1929 von der „Ube Elektrischen“ (宇部電気鉄道) betrieben. Diese war eine Tochtergesellschaft des Okinoyama Kohlebergwerks (沖ノ山炭鉱), Vorgänger der modernen „Ube Industries“ (宇部興産).
Die beiden Firmen fusionierten 1941 zur „Ube-Bahn AG“ (宇部鉄道 Ubetetsudō K.K.), die mit 2,95 Millionen Yen kapitalisiert war. Sie wurde zum 1. April 1943 verstaatlicht. Gleichzeitig wurden vier Bahnhöfe aufgegeben: Suo-Esaki, Iwakura, Shirato und Chōsei-Kohlenmine. Die heutige Ube-Bahn nannte man 1943–1948 „Ube-Ost-Linie.“
Von 1943 bis 1961 hieß der Bahnhof Ube-Shinkawa Ube und der jetzige Bahnhof Ube Nishi-Ube. Der Streckenverlauf zwischen Fujino und Inō (居能駅) wurde zu dieser Zeit geändert. Im Laufe der Jahre wurden viele Haltepunkte umbenannt.
Seit der Teilprivatisierung der JNR 1987 ist JR West die Betreibergesellschaft. Der Fahrbetrieb wurde 1990–1992 komplett auf Ein-Mann-Betrieb umgestellt. Gehalten wird an allen Haltepunkten, durchfahrende Schnellzüge gibt es seit den 1970er Jahren nicht mehr. Es verkehrt tagsüber ein Zug stündlich bis gegen 22 Uhr.
Das Fahrgastaufkommen ist zwischen 1987 und 2016 um knapp 60 Prozent gesunken. Man begann daher 2019 Pläne zu prüfen die Ube- und Onoda-Linie zusammen durch eine Schnellbuslinie zu ersetzen.
Güterzüge
Zur Hochzeit um 1970 verkehrten auf der Stichbahn Richtung Norden zu den Frachtbahnhöfen Mine (美祢駅) und Ubeko zwischen 22 und 25 Zugpaare täglich vor allem beladen mit Kohle. Diese Zahl fiel bis 1988 auf sechs bis acht. Zehn Jahre später wurde dieser Betrieb komplett eingestellt. Die Güterstrecke Inō ↔ Ubeko wurde 2006 endgültig stillgelegt. Der verbliebene Güterverkehr diente bis zur Schließung des Werks 2009 vor allem der Anlieferung von Kalkstein an eine Glasfabrik in Shigeyasu (重安駅). JR West stellte 2014 den gesamten Frachtbetrieb offiziell komplett ein.

### Fuhrpark

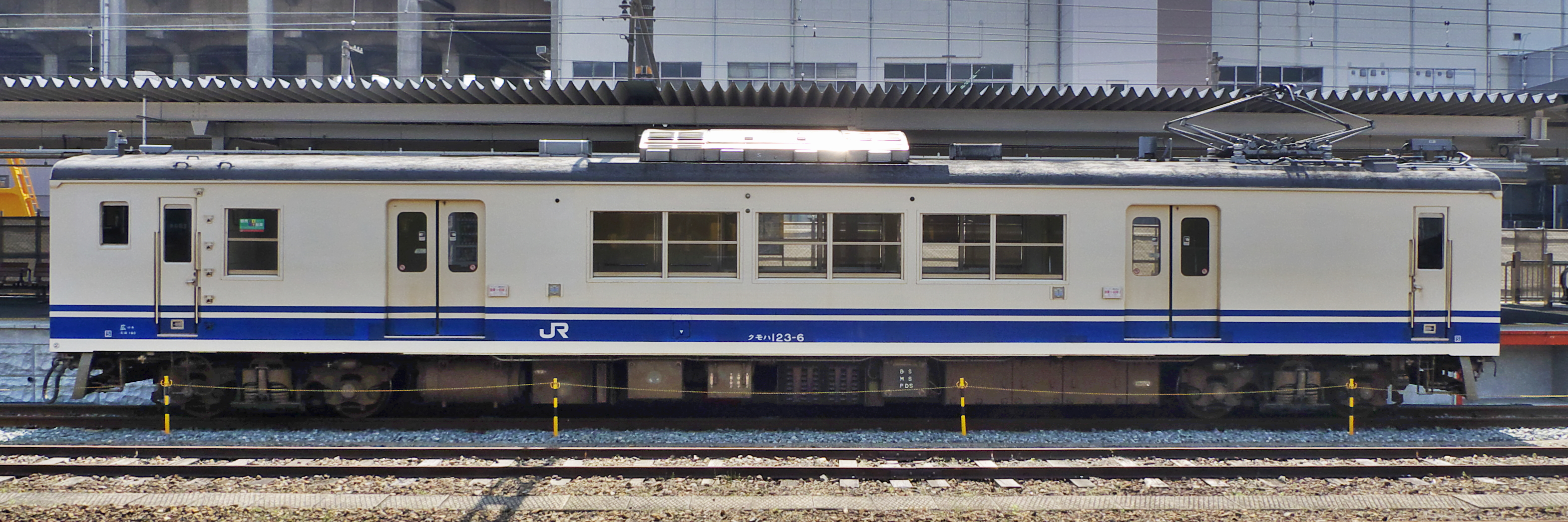
Kumoha 123-6 (2014).

Triebzüge der Reihe Kiha 40 setzte man erstmals 1980 ein. Sie ersetzten die seit den 1950ern genutzten Waggons der Reihen Kumoha 41 (クモハ41) … 42, und … 51 sowie Kuha 55.
Für den normalen Passagierbetrieb werden Elektrotriebwagen der Reihen 105 (seit 1981) und Kumoha 123 (seit 2013–2015 mit Toiletten) im Ein-Mann-Betrieb eingesetzt.

### Anschlüsse

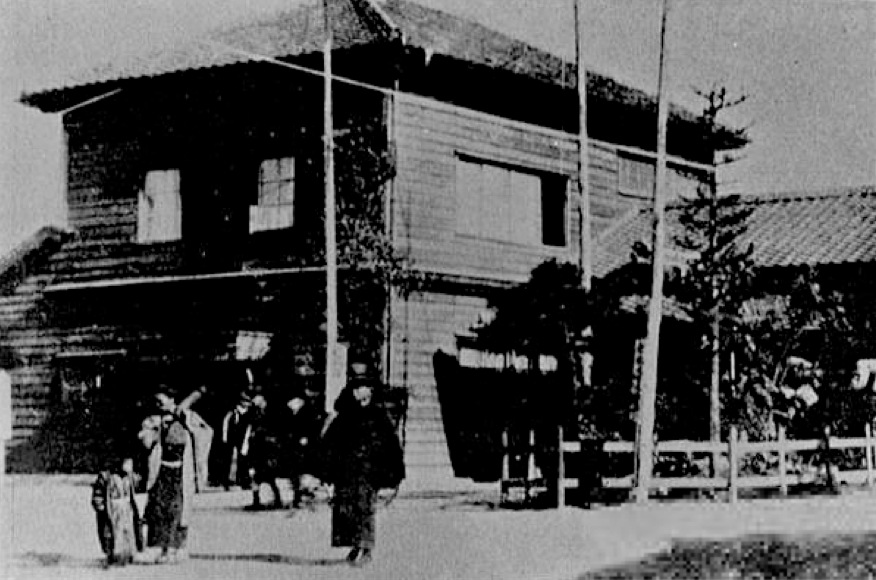
Ube-Shinkawa (ca. 1914).

In Ube gibt es Anbindung an die San’in-Hauptlinie und in Ube-Shinkawa (宇部新川駅 Ube-sen) an die Onoda-Linie (小野田線; 1943-8 genannt Ube-West-Linie).
In Shin-Yamaguchi erreicht man die lokale Yamaguchi-Linie. Zugleich ist hier ein Halt der San’yō-Hauptlinie nach Kobe und zum Shinkansen bis Shin-Ōsaka bzw. Kagoshima.
Eine sechs Kilometer lange Schmalspurbahn (762 mm) eröffnete 1916 nach Funaki (船木護). Deren Spur wurde 1922 auf 1067 mm verbreitert und vier Jahre später um zwölf Kilometer bis Kibe verlängert. Die letzten 8 km legte man 1944 still, den Rest dieser Stichbahn 1961.
Der Passagierdienst nach Ubeko wurde 1952 eingestellt, die Nebenstrecke 1961 komplett stillgelegt.